# سانتايبانيز ديل فال
بلدية سانتايبانيز ديل فال (بالإسبانية: Santibáñez del Val)‏, هي إحدى بلديات مقاطعة برغش, التي تقع في منطقة قشتالة وليون, والتي تقع في شمال غرب إسبانيا.
يبلغ عدد سكانها 64 نسمة وفقاً لإحصائية سنة (2002).